# Peter Schmid
Pour les articles homonymes, voir Peter Schmid (ski) et Schmid.
Peter Schmid, né le 28 septembre 1941, est un homme politique suisse, membre de l'Union démocratique du centre. Il est le frère de l'ancien conseiller fédéral Samuel Schmid.

## Biographie
Après des études de droit suivies à l'Université de Berne, il obtient un poste de fonctionnaire à la division de l'agriculture du Département fédéral de l'économie. En 1969, il devient secrétaire général de l'UDC suisse et de sa section cantonale bernoise.
Conseiller communal de Münchenbuchsee (1971-1978) et député au Grand Conseil (1974-1979), il est élu au Conseil-exécutif du canton de Berne le 18 février 1979. Il dirige successivement les départements de la justice (1979-1990), des affaires communales (1979-1980, 1986-1990), des affaires militaires (1980-1990) et de l'instruction publique (1990-1998) ; il préside par ailleurs le gouvernement en 1983-1984 et 1990-1991. En 1987, il se présente au Conseil fédéral mais se retire ensuite au profit d'Adolf Ogi.
Après avoir quitté le Conseil-exécutif, le 31 mai 1998, il dirige durant huit ans la Fédération sportive suisse de tir et préside le conseil de fondation du Dictionnaire historique de la Suisse depuis 2004.